# Nowe Mosty (województwo lubelskie)
Nowe Mosty – wieś w Polsce położona w województwie lubelskim, w powiecie parczewskim, w gminie Podedwórze.
Wieś położona przy drodze wojewódzkiej nr 812.
W latach 1975–1998 miejscowość administracyjnie należała do województwa bialskopodlaskiego.
Wieś stanowi sołectwo gminy Podedwórze.
Wierni Kościoła rzymskokatolickiego należą do parafii Podwyższenia Krzyża Świętego w Podedwórzu.